# Orange G
Orange G (systematische Bezeichnung nach Colour Index Acid Orange 10) ist ein oranger Azofarbstoff, der für die Masson-Goldner-Trichromfärbung benötigt wird. Orange G kann außerdem im Ladepuffer einer Agarose-Gelelektrophorese verwendet werden. Er ist gelb bei einem pH-Wert von 11,5 und rosa bei einem pH-Wert von 14,0.

## Darstellung
Orange G erhält man durch eine Azokupplung von diazotiertem Anilin auf 2-Naphthol-6,8-disulfonsäure („G-Säure“, eine der Buchstabensäuren).